# Mœurs-Verdey
Mœurs-Verdey je francouzská obec v departementu Marne v regionu Grand Est. Žije zde 318 obyvatel.

## Geografie

### Sousední obce
| Růžice kompasu |         | Les Essarts-lès-Sézanne | Lachy   | Růžice kompasu |
| Růžice kompasu | La Noue | Sever                   | Sézanne | Růžice kompasu |
| Růžice kompasu | La Noue | Mœurs-Verdey            | Sézanne | Růžice kompasu |
| Růžice kompasu | La Noue | Jih                     | Sézanne | Růžice kompasu |
| Růžice kompasu |         | Le Meix-Saint-Epoing    | Vindey  | Růžice kompasu |